# Stadtbahn Bergen
| |      | Linie 1                                 |                                         |
| U-Bahn-Kopfbahnhof Streckenanfang                                                                                       | 0,0  | Byparken                                | Byparken                                |
| U-Bahn-Abzweig geradeaus und von links                                                                                  |      | (Linie 2)                               | (Linie 2)                               |
| |      | Nonneseter (Bahnhof Bergen)             |                                         |
| U-Bahn-Haltepunkt / Haltestelle · Strecke nach halblinks                                                                |      | Bystasjonen                             | Bystasjonen                             |
| U-Bahn-Abzweig geradeaus und nach links                                                                                 |      | (Linie 2)                               | (Linie 2)                               |
| U-Bahn-Haltepunkt / Haltestelle                                                                                         |      | Nygård                                  | Nygård                                  |
| U-Bahn-Haltepunkt / Haltestelle                                                                                         |      | Florida                                 | Florida                                 |
| U-Bahn-Brücke über Wasserlauf                                                                                           |      | Nygårdbrücke                            | Nygårdbrücke                            |
| U-Bahn-Haltepunkt / Haltestelle                                                                                         |      | Danmarks plass                          | Danmarks plass                          |
| U-Bahn-Kreuzung mit Eisenbahn Anfang Hochstrecke (Querstrecke außer Betrieb)                                            |      | Gamle Vossebanen                        | Gamle Vossebanen                        |
| U-Bahn-Kreuzung Ende Hochstrecke · U-Bahn-Haltepunkt / Haltestelle quer · U-Bahn-Abzweig quer, von links und von rechts |      | Kronstad C/D (Linie 2)                  | Kronstad C/D (Linie 2)                  |
| U-Bahn-Haltepunkt / Haltestelle · U-Bahn-Strecke                                                                        |      | Kronstad A/B                            | Kronstad A/B                            |
| U-Bahn-Abzweig geradeaus und von links · U-Bahn-Blockstelle quer · U-Bahn-Strecke nach rechts                           |      | Kronstad (Halt bei Aus-/Einrückfahrten) | Kronstad (Halt bei Aus-/Einrückfahrten) |
| U-Bahn-Haltepunkt / Haltestelle                                                                                         |      | Brann stadion                           | Brann stadion                           |
| U-Bahn-Haltepunkt / Haltestelle                                                                                         |      | Wergeland                               | Wergeland                               |
| U-Bahn-Tunnel |      | Fageråstunnel (663 m)                   | Fageråstunnel (663 m)                   |
| U-Bahn-Haltepunkt / Haltestelle                                                                                         |      | Sletten                                 | Sletten                                 |
| U-Bahn-Haltepunkt / Haltestelle                                                                                         |      | Slettebakken                            | Slettebakken                            |
| U-Bahn-Tunnel |      | Slettebakkstunnel (412 m)               | Slettebakkstunnel (412 m)               |
| U-Bahn-Haltepunkt / Haltestelle                                                                                         |      | Fantoft                                 | Fantoft                                 |
| U-Bahn-Tunnel |      | Fantofttunnel (1107 m)                  | Fantofttunnel (1107 m)                  |
| U-Bahn-Haltepunkt / Haltestelle                                                                                         |      | Paradis                                 | Paradis                                 |
| U-Bahn-Tunnel |      | Tveiteråstunnel (443 m)                 | Tveiteråstunnel (443 m)                 |
| U-Bahn-Haltepunkt / Haltestelle                                                                                         |      | Hop                                     | Hop                                     |
| U-Bahn-Strecke · U-Bahn-Betriebsstelle Streckenanfang                                                                   |      | Abstellgleis                            | Abstellgleis                            |
| U-Bahn-Abzweig geradeaus und von links · U-Bahn-Strecke nach rechts                                                     |      |                                         |                                         |
| U-Bahn-Bahnhof | 9,8  | Nesttun terminal                        | Nesttun terminal                        |
| U-Bahn-Haltepunkt / Haltestelle                                                                                         | 10,2 | Nesttun sentrum                         | Nesttun sentrum                         |
| U-Bahn-Tunnelanfang |      | Nesttunhaugtunnel (ca. 360 m)           | Nesttunhaugtunnel (ca. 360 m)           |
| U-Bahn-Kreuzung (im Tunnel)                                                                                             |      | Gamle Vossebanen                        | Gamle Vossebanen                        |
| U-Bahn-Tunnelende |      |                                         |                                         |
| U-Bahn-Haltepunkt / Haltestelle                                                                                         | 10,9 | Skjoldskiftet                           | Skjoldskiftet                           |
| U-Bahn-Haltepunkt / Haltestelle                                                                                         | 11,4 | Mårdalen                                | Mårdalen                                |
| U-Bahn-Tunnel |      | Skjoldtunnel (ca. 430 m)                | Skjoldtunnel (ca. 430 m)                |
| U-Bahn-Haltepunkt / Haltestelle                                                                                         | 12,3 | Skjold                                  | Skjold                                  |
| U-Bahn-Bahnhof | 13,2 | Lagunen                                 | Lagunen                                 |
| U-Bahn-Strecke von links · U-Bahn-Abzweig geradeaus und nach rechts                                                     |      |                                         |                                         |
| U-Bahn-Betriebsstelle Streckenende · U-Bahn-Strecke                                                                     |      | Abstellgleis                            | Abstellgleis                            |
| U-Bahn-Tunnel |      | Folldalstunnel (ca. 700 m)              | Folldalstunnel (ca. 700 m)              |
| U-Bahn-Haltepunkt / Haltestelle                                                                                         |      | Råstølen                                | Råstølen                                |
| U-Bahn-Tunnel |      | Steinsviktunnel (ca. 570 m)             | Steinsviktunnel (ca. 570 m)             |
| U-Bahn-Tunnel |      | Solheitunnel (ca. 630 m)                | Solheitunnel (ca. 630 m)                |
| U-Bahn-Haltepunkt / Haltestelle                                                                                         |      | Sandslivegen                            | Sandslivegen                            |
| U-Bahn-Haltepunkt / Haltestelle                                                                                         |      | Sandslimarka                            | Sandslimarka                            |
| U-Bahn-Tunnel |      | Dyrhovdtunnel (ca. 120 m)               | Dyrhovdtunnel (ca. 120 m)               |
| U-Bahn-Haltepunkt / Haltestelle                                                                                         |      | Kokstad                                 | Kokstad                                 |
| U-Bahn-Haltepunkt / Haltestelle                                                                                         |      | Birkelandsskiftet                       | Birkelandsskiftet                       |
| U-Bahn-Haltepunkt / Haltestelle                                                                                         |      | Kokstadflaten                           | Kokstadflaten                           |
| U-Bahn-Betriebs-/Güterbahnhof Streckenanfang und quer · U-Bahn-Abzweig geradeaus, nach rechts und von rechts            |      | Kokstad Betriebswerk und Depot          | Kokstad Betriebswerk und Depot          |
| U-Bahn-Tunnelanfang |      | Fleslandtunnel (ca. 850 m)              | Fleslandtunnel (ca. 850 m)              |
| U-Bahn-Bahnhof (im Tunnel)                                                                                              | 20,0 | Bergen lufthavn                         | Bergen lufthavn                         |
| U-Bahn-Betriebsstelle Streckenende (im Tunnel)                                                                          |      | Abstell- und Wendeanlage                | Abstell- und Wendeanlage                |

| |      | Linie 2                                 |                                         |
| U-Bahn-Kopfbahnhof Streckenanfang | 0,0  | Kaigaten                                | Kaigaten                                |
| U-Bahn-Abzweig geradeaus und von rechts |      | (Linie 1 von Byparken)                  | (Linie 1 von Byparken)                  |
| |      | Nonneseter (Bahnhof Bergen)             |                                         |
| U-Bahn-Abzweig geradeaus und nach rechts · Strecke nach halblinks                                                                             |      | (Linie 1 nach Kronstad)                 | (Linie 1 nach Kronstad)                 |
| U-Bahn-Haltepunkt / Haltestelle |      | Bystasjonen (Lungegårdskaien)           | Bystasjonen (Lungegårdskaien)           |
| |      | E 16E 39 Nygårdstangenviadukt           |                                         |
| U-Bahn-Haltepunkt / Haltestelle |      | Fløen                                   | Fløen                                   |
| U-Bahn-Tunnelanfang |      | Årstadtunnelen (1200 m)                 | Årstadtunnelen (1200 m)                 |
| U-Bahn-Kreuzung (im Tunnel) |      | Gamle Vossebanen                        | Gamle Vossebanen                        |
| U-Bahn-Haltepunkt / Haltestelle (im Tunnel)                                                                                                   |      | Haukeland sjukehus                      | Haukeland sjukehus                      |
| U-Bahn-Tunnelende |      |                                         |                                         |
| U-Bahn-Betriebsstelle Streckenanfang · U-Bahn-Strecke                                                                                         |      | Abstellgleis                            | Abstellgleis                            |
| U-Bahn-Strecke nach links · U-Bahn-Abzweig geradeaus und von rechts                                                                           |      |                                         |                                         |
| U-Bahn-Abzweig geradeaus, nach links und von links · U-Bahn-Blockstelle quer · U-Bahn-Strecke von rechts                                      |      | Kronstad (Halt bei Aus-/Einrückfahrten) | Kronstad (Halt bei Aus-/Einrückfahrten) |
| U-Bahn-Haltepunkt / Haltestelle · U-Bahn-Strecke                                                                                              |      | Kronstad C/D                            | Kronstad C/D                            |
| U-Bahn-Kreuzung geradeaus unten · U-Bahn-Haltepunkt / Haltestelle quer · U-Bahn-Abzweig quer und nach links                                   |      | Kronstad A/B (Linie 1 von Byparken)     | Kronstad A/B (Linie 1 von Byparken)     |
| U-Bahn-Haltepunkt / Haltestelle |      | Mindemyren                              | Mindemyren                              |
| U-Bahn-Kreuzung mit Eisenbahn (Querstrecke außer Betrieb)                                                                                     |      | Gamle Vossebanen                        | Gamle Vossebanen                        |
| |      | E 39 Fjøsangerveien                     |                                         |
| U-Bahn-Haltepunkt / Haltestelle |      | Kristianborg                            | Kristianborg                            |
| U-Bahn-Blockstelle |      | Abstell- und Wendeanlage (mittig)       | Abstell- und Wendeanlage (mittig)       |
| U-Bahn-Tunnelanfang |      |                                         |                                         |
| U-Bahn-Strecke (im Tunnel) |      | Løvstakktunnelen (3 km)                 | Løvstakktunnelen (3 km)                 |
| U-Bahn-Tunnelende |      |                                         |                                         |
| U-Bahn-Haltepunkt / Haltestelle Strecke ab hier außer Betrieb                                                                                 | 11,2 | Fyllingsdalen terminal                  | Fyllingsdalen terminal                  |
| U-Bahn-Abzweig geradeaus und nach links (Strecke außer Betrieb) · U-Bahn-Betriebs-/Güterbahnhof Streckenende und quer (Strecke außer Betrieb) |      | Depot geplant                           | Depot geplant                           |
| U-Bahn-Tunnelanfang (Strecke außer Betrieb)                                                                                                   |      | Ørnehaugtunnelen                        | Ørnehaugtunnelen                        |
| U-Bahn-Haltepunkt / Haltestelle Streckenende (Strecke außer Betrieb) (im Tunnel)                                                              |      | Spelhaugen                              | Spelhaugen                              |

Die Stadtbahn Bergen (norwegisch Bybanen i Bergen) ist ein schienengebundenes Nahverkehrsmittel in der norwegischen Stadt Bergen.
Der erste Abschnitt des Stadtbahn-Systems wurde im Juni 2010 in Form einer 9,8 Kilometer langen Strecke von der Innenstadt südwärts nach Nesttun im Stadtbezirk Fana eröffnet. Nach Erweiterungen zum Flughafen Bergen sowie in den südwestlichen Stadtteil Fyllingsdalen stehen aktuell (Stand November 2022) insgesamt 31,2 Kilometer mit 35 Haltestellen dem öffentlichen Personennahverkehr im Großraum Bergen zur Verfügung. Eine Strecke in den nördlichen Stadtteil Åsane soll bis etwa 2032 folgen.
Bereits zwischen 1897 und 1965 gab es eine Straßenbahn in Bergen.

## Geschichte
Das erste dauerhafte öffentliche Nahverkehrsmittel der Stadt war die Straßenbahn Bergen (Trikken i Bergen), die von 1897 bis 1965 verkehrte. Das Streckennetz war jedoch auf die Innenstadt beschränkt und reichte nicht in die Vororte. Die Stadtverwaltung beschloss die Straßenbahn stillzulegen, da sie den motorisierten Individualverkehr und einen reinen Busbetrieb für geeigneter hielt. Ein Teil wurde auf Oberleitungsbusbetrieb umgestellt. Da die Verkehrsbelastung aber weitaus stärker als angenommen zunahm, versuchten die Stadt und Statens vegvesen, das Problem durch den Bau einer Ringstraße und die Einführung alternativer Verkehrsmittel zu lösen.
Vor der Verkürzung der Bergenbahn durch den Bau des Ulriken-Tunnels bildete die im Jahr 1883 eröffnete Vorortsbahn Bergen–Nesttun eine wichtige Nahverkehrsverbindung. Der Betrieb wurde jedoch am 31. Januar 1965 eingestellt, obwohl die Strecke erst elf Jahre zuvor elektrifiziert worden war. In den 1970er Jahren existierten Pläne für ein ausgedehntes Schnellbahnnetz in Bergen, mit einem unterirdischen Abschnitt im Stadtzentrum. Als Vorbild diente die Oslo T-bane. Geplant waren drei Strecken nach Flaktveit, Olsvik und zum Flughafen. Der Stadtrat befasste sich 1973 mit dem Projekt, gelangte jedoch zu keiner Entscheidung.
Obwohl in den 1980er und 1990er Jahren eine mautpflichtige Ringstraße rund um Bergen entstand, kam es weiterhin zu Verkehrsstaus. 1995 schlugen sowohl der städtische Verkehrsbetrieb Bergen Sporvei als auch der Norwegische Naturschutzverband (Norges Naturvernforbund) die Wiedereinführung der Straßenbahn vor. Die Nachfolgegesellschaft Gaia Trafikk brachte 2004 die Idee eines Bus-Rapid-Transit-Systems mit Doppelgelenkbussen ins Spiel.

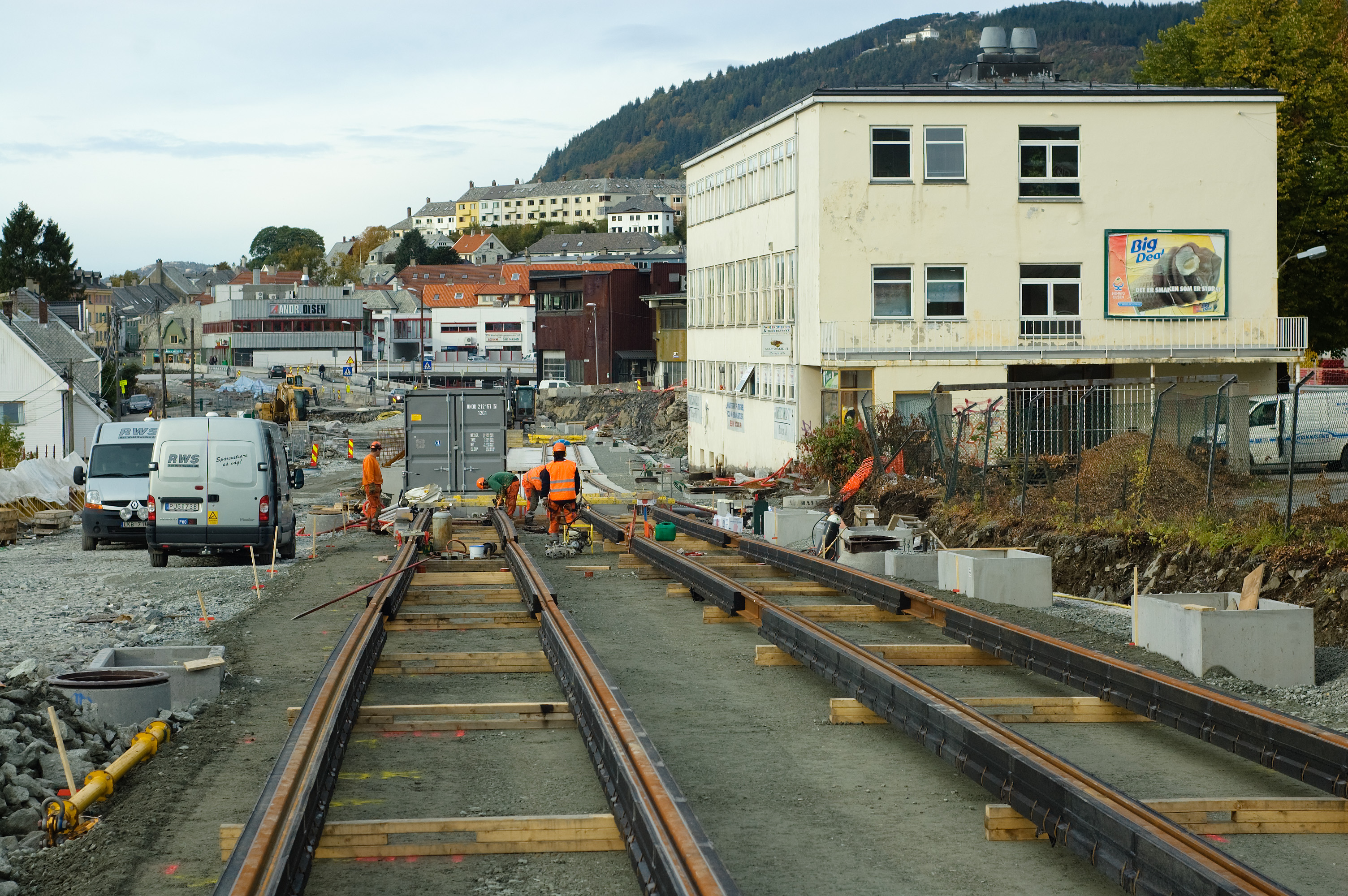
Bauarbeiten bei Kronstad (2008)

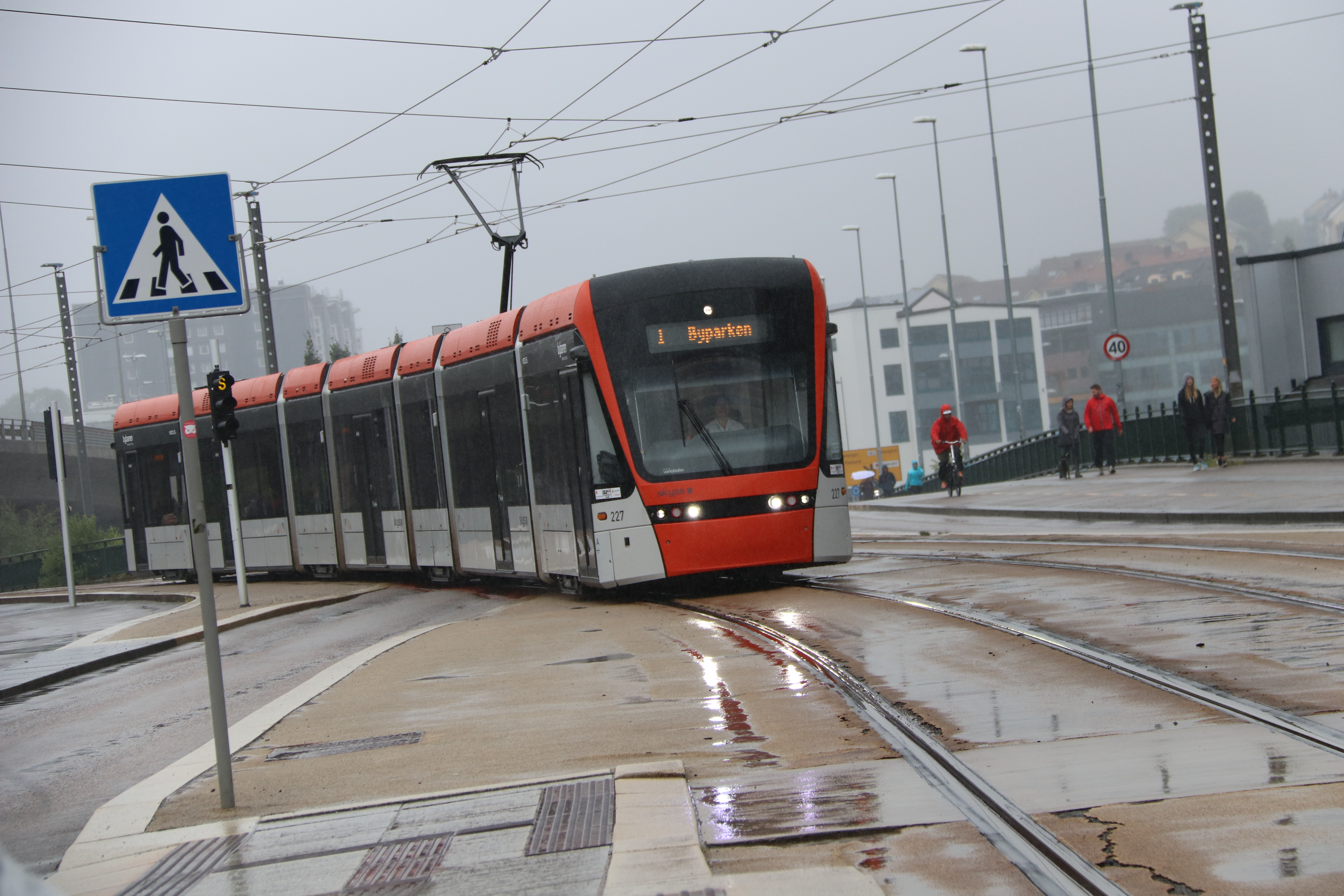
Achtachsiger Wagen 227 vom Flughafen kommend bei der Einfahrt zur Station Florida

Die Stadtverwaltung plante eine Stadtbahn, die ungefähr den Vorstellungen des Naturschutzverbandes entsprach. Sowohl der Bergener Stadtrat als auch das Storting stimmten 2000 bzw. 2002 dem Vorhaben zu. Die Kosten teilten sich der norwegische Staat, die Provinz Hordaland und die Stadt Bergen, einen Teil wurde mit den Einnahmen aus der Maut-Ringstraße finanziert. Im August 2007 begannen die Bauarbeiten mit dem Abriss eines Gebäudes, um Platz für einen temporären Busbahnhof zu schaffen. 2007 wurden zwölf Variobahnen bei Stadler Rail bestellt, mit einer Option auf vier weitere Einheiten.
Die Bauarbeiten für die erste Linie begannen im Januar 2008. Über insgesamt 9,8 Kilometer und 15 Haltestellen verbindet die Strecke das Stadtzentrum mit dem südlichen Vorort Nesttun. Zur Überquerung der Bucht Store Lungegårdsvannet entstand eine vierte Nygårdbrücke für den Individualverkehr, während die älteste Brücke für die Stadtbahn umgebaut wurde. Im April 2009 erhielt Fjord1 Partner, ein Joint-Venture von Fjord1 Nordvestlandske und Keolis, den Zuschlag für die Betriebskonzession bis 2017. Am 22. Juni 2010 nahm Königin Sonja die offizielle Eröffnung vor. Im Januar 2011 begann der Bau der zweiten Etappe der Linie 1 von Nesttun zum Einkaufszentrum Lagunen im Stadtteil Rådal über eine Strecke von 3,4 Kilometern mit fünf weiteren Haltestellen. Die Eröffnung erfolgte am 21. Juni 2013. Als dritte und bisher letzte Etappe der Linie 1 wurde ab 2013 der Abschnitt zwischen Lagunen und dem Flughafen Bergen über weitere 6,8 Kilometer und zusätzliche sieben Stationen gebaut. Eine knapp sechs Kilometer lange Teilstrecke zwischen Lagunen und Birkelandsskifte wurde im August 2016 in Betrieb genommen. Der letzte, bis zum Terminal des Flughafens führende Teilabschnitt wurde am 21. April 2017 eröffnet, obwohl der Neubau des Flughafengebäudes selbst erst am 17. August 2017 in Betrieb ging.
Der Bau der Linie 2, der über einen Streckenneubau mit der zusätzlichen Erschließung der südöstlichen Vorstadt und dem drei Kilometer langen Løvstakktunnel bis in den Süden des südwestlichen Stadtteils Fyllingsdalen führt, begann 2018. Dabei wurde mit der Endstation Kaigaten, die sich weniger als 100 Meter vor der Endstation Byparken der Linie 1 in Seitenlage als drittes Gleis befindet, auch das Provisorium der Haltestelle 17. mai-pensen beendet, die ein Mal jährlich nur für Stunden während der Prozession auf der kreuzenden Straße „Christies gate“ in Betrieb war, weil Byparken dahinter nicht erreichbar war. Die Erweiterung über insgesamt 11,2 Kilometer mit sechs neuen und zwei erweiterten Haltestellen wurde am 18. November 2022 feierlich eröffnet, am 21. November startete der reguläre Fahrgastbetrieb.

## Strecken

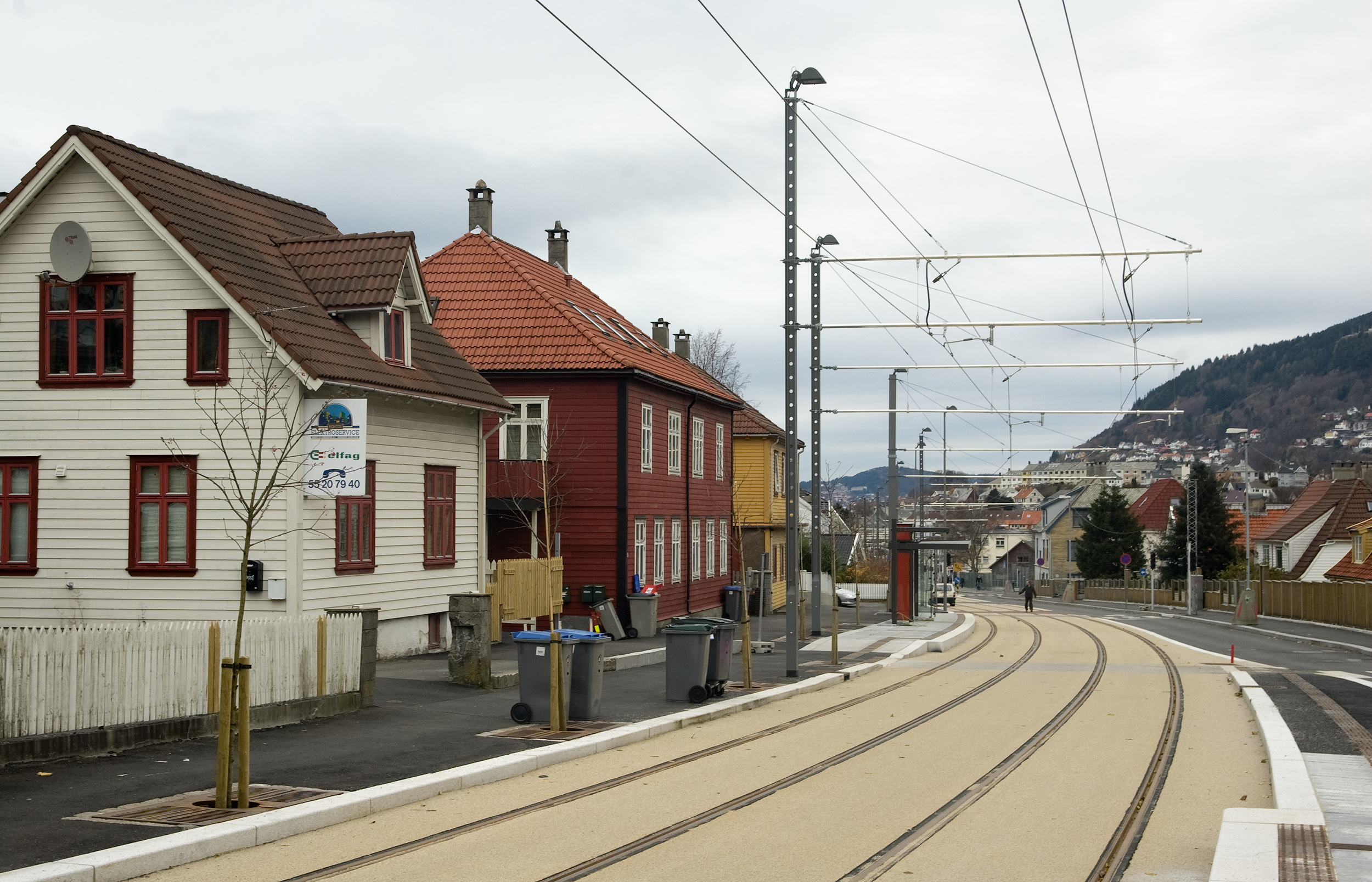
Haltestelle Brann stadion am Inndalsveien Richtung Innenstadt

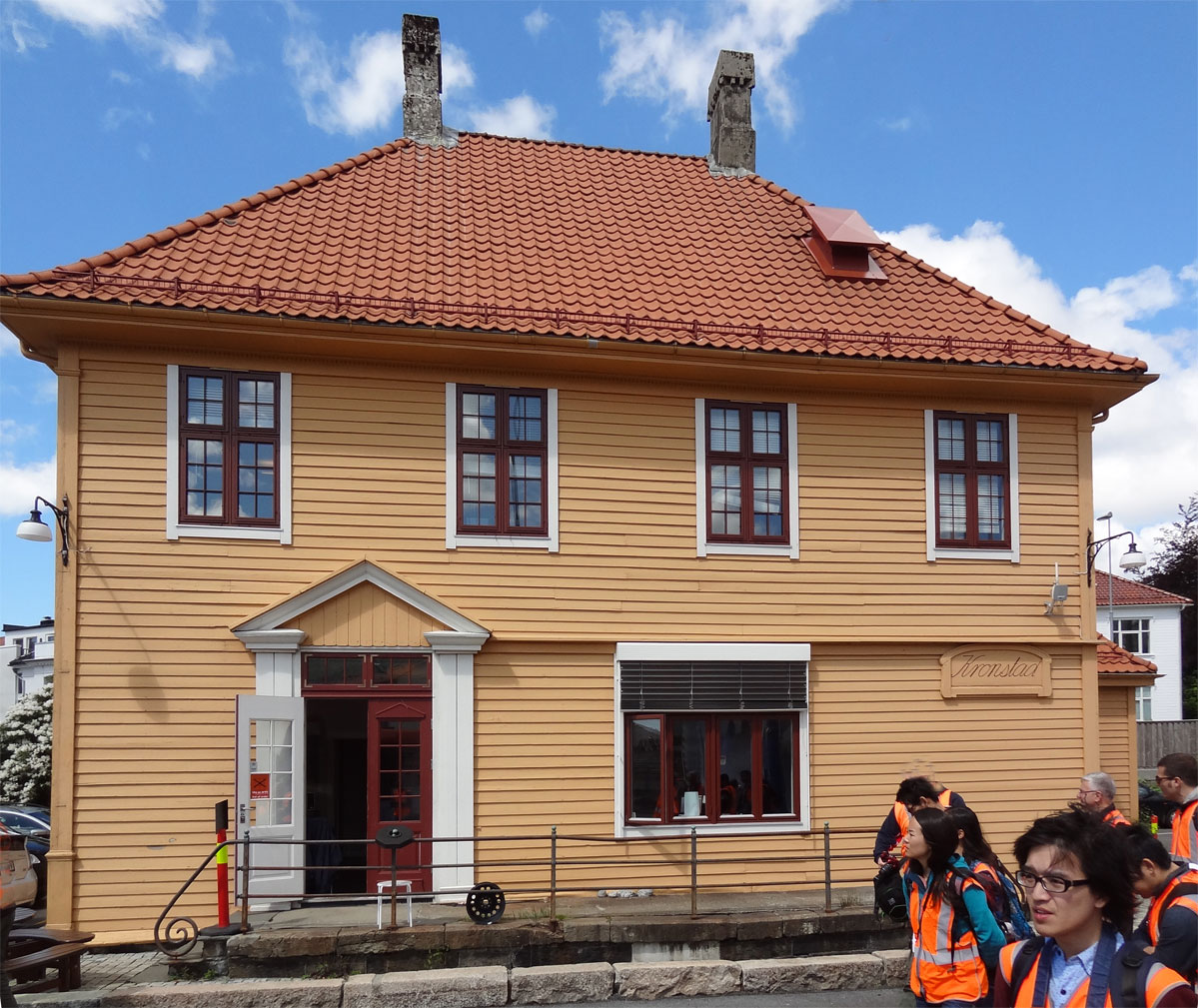
Ehemaliges Empfangsgebäude der bis 1964 befahrenen Strecke der Gamle Vossebanen, 2010–2017 Büro- und Fernsteuerzentrum der Bybane

Die Strecke der Linie 1 beginnt an deren nördlicher Endstation Byparken mitten im Stadtzentrum. Sie ist ein bedeutender Nahverkehrsknoten am Stadtpark, wo Anschluss an sämtliche Buslinien im Stadtzentrum besteht. Von dort geht es südwärts auf der Straße „Kaigaten“, sie passiert nach dem Hauptbahnhof auch den zentralen Busbahnhof für Überlandlinien, die Hochschule Bergen und mehrere Institute der Universität Bergen. Auf der Nygardbrücke überquert sie die Engstelle der Bucht Store Lungegårdsvannet. Die folgende Haltestelle Danmarks plass südlich der Bucht ist im ersten Bauabschnitt die einzige mit Mittelbahnsteig.
Anschließend kreuzt die Strecke die Gamle Vossebanen, wo sich bis 2017 der Abzweig zum inzwischen abgerissenen Depot Kronstad befand. Weiter Richtung Süden verläuft sie entlang dem Inndalsveien in der Nähe des Brann-Stadions vorbei. Die Haltestelle Wergeland befindet sich am Portal des 0,7 Kilometer langen Fageråstunnels. Der S-förmige Tunnel weist ein Gefälle von 6 % und einen Kurvenradius von 150 Metern auf. Am Südportal mündet die Strecke in eine konventionelle Eisenbahntrasse mit Oberbau, so dass eine Fahrgeschwindigkeit bis zu 80 km/h möglich ist. Im weiteren Verlauf der Strecke folgen drei Tunnel und es wird die Station Nesttun terminal erreicht, bis Juni 2013 die vorübergehende Endstation der Linie.
Von dort führt die Trasse nicht auf der stillgelegten Bahnstrecke Nesttun–Os entlang, da diese heute zum größten Teil als Fahrradweg dient, sondern in Seitenlage zur Straße "Fanavegen". Mit einer Verschwenkung wird die Haltestelle Lagunen erreicht, die rechtwinklig diese Straße überquert und von 2013 bis 2016 südliche Endstation der Linie 1 war. Von dort geht es durch mehrere Tunnel und einige größere Brücken westwärts, bevor an der Station Birkelandsskiftet der Flughafenzubringer „Flyplassvegen“ überquert wird und sich eine große P&R-Anlage befindet. Nach einem großen Bogen geht es unter der Flughafenstraße hindurch zur Station Kokstadflaten, hinter der westlich der Trasse das neue Depot Kokstad entstanden ist. Im zuvor genutzten Depot in Kronstad hatte der Platz schon für die bis 2013 beschafften Fahrzeuge nur knapp gereicht. Das neue Depot hat eine Abstellhalle für die gesamte Zugflotte einschließlich der zukünftig weiteren Züge für die Netzerweiterungen in den Norden, Westen und Südwesten. Dazu befinden sich Werkstätten, die neue Leitstelle und Büroräume für den Stadtbahnbetrieb ebenfalls hier. Nach diesem Abzweig führt die Bybanen anschließend in den Fleslandtunnel, der im langgezogenen Bogen unter das neue Terminal des Flughafens führt. Am Anschluss an die Endstation befindet sich eine ebenfalls unterirdische zweigleisige Abstell- und Wendeanlage.

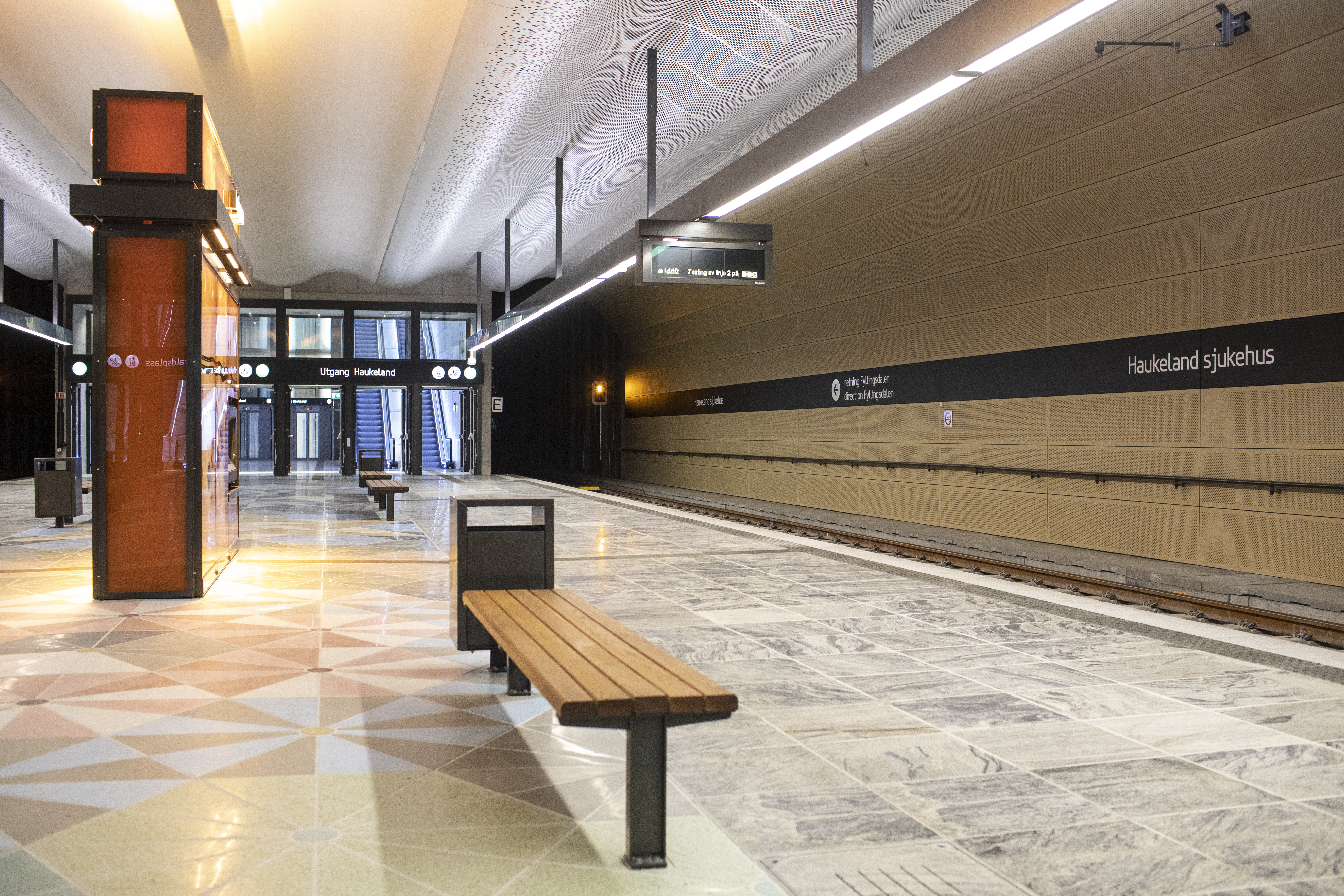
Der im November 2022 eröffnete Tunnelbahnhof Haukeland sjukehus

Die Linie 2 beginnt ebenfalls im Stadtzentrum an der Endstation Kaigaten auf der gleichnamigen Straße mit einem einseitigen Doppelbahnsteig als drittes Gleis neben der Hauptstrecke der Linie 1. Auf deren Linienweg geht es südwärts, ehe sie vor dem Erreichen der Haltestelle Bystasjonen nach links in eine Neubaustrecke abzweigt. Vorbei an der AdO arena umrundet sie die Bucht und erreicht die Station Fløen, nach der die Strecke in den Årstadtunnelen einbiegt. In diesem liegt die Haltestelle des Krankenhauses und nach Ausfahrt führt die Trasse zuerst auf der Gamle Vossebanen am Halt Kronstad unter der Linie 1 hindurch. Kurz davor gibt es Betriebsgleise, die beide Linien verbinden.
Beim Einschwenken auf die Straße „Kanalveien“ Richtung Süden wird die ehemalige Bahntrasse verlassen, der Stadtteil Minde durchquert, ehe sie vor der Station Kristianborg mit dem Abbiegen nach Westen erneut gekreuzt wird. Es schließt sich der leicht ansteigende, weitgehend gerade Løvstakktunnel an, dessen paralleler Rettungstunnel zum weltweit längsten Rad- und Fußwegtunnel ausgebaut wurde. Die Linie endet kurz nach Verlassen des Tunnels an der vorläufigen Endstation Fyllingsdalen terminal in Hochlage neben dem dortigen Einkaufszentrum.

### Weitere Planungen
Eine Verlängerung der Linie 2 um etwa einen Kilometer westwärts bis zu einer Tunnelstation Spelhaugen ist in Planung. Außerdem soll eine Wagenhalle für vier Züge in Fyllingsdalen entstehen.
Eine neue Linie 3 nach Åsane im Norden von Bergen ist ebenfalls in konkreter Vorbereitung. Die Planungen begannen 2011, unklar war lange Zeit die Linienführung – entweder oberirdisch durch das Welterbe Bryggen oder durch einen Tunnel. Aus Kostengründen entschied sich der Stadtrat am 15. Dezember 2021, die Linie oberirdisch zu führen und im Bereich des Welterbes auf eine Fahrleitung zu verzichten, sondern Züge mit ergänzendem Batterieantrieb einzusetzen. Geplant ist ein Baubeginn im Jahr 2024 und eine Eröffnung acht Jahre später. Die Kostenschätzung bewegt sich aktuell (Stand März 2023) auf 21 Milliarden NOK, umgerechnet 1,8 Milliarden Euro.
Ein Vorschlag für eine weitere Stadtbahnstrecke nach Loddefjord wurde von einer Projektgruppe bestehend aus der Gemeinde Bergen, der Kreisgemeinde Vestland, der norwegischen Straßenverwaltung und Skyss entwickelt. Die Route soll in Kaigaten beginnen und über Teatergaten nach Dokken führen. Von dort könnte der Puddefjord auf einer neuen Brücke nach Kirkebukten auf Laksevåg überquert werden, bevor es weiter nach Nygård geht. Von Nygård soll ein neuer Tunnel unter dem Damsgårdsfjellet nach Lyngbø und Loddefjord führen. Eine Umsetzung ist bis zum Jahr 2040 geplant.
Ergänzend könnte danach die Linie 2 über die Endstation Spelhaugen nach Westen verlängert werden und ebenfalls in Loddefjord enden.
Darüber hinaus gibt es Überlegungen für Verlängerungen der Stadtbahnlinien in den Norden bis Knarvik und in den Westen bis Straume und Kleppestø.

## Fahrzeuge

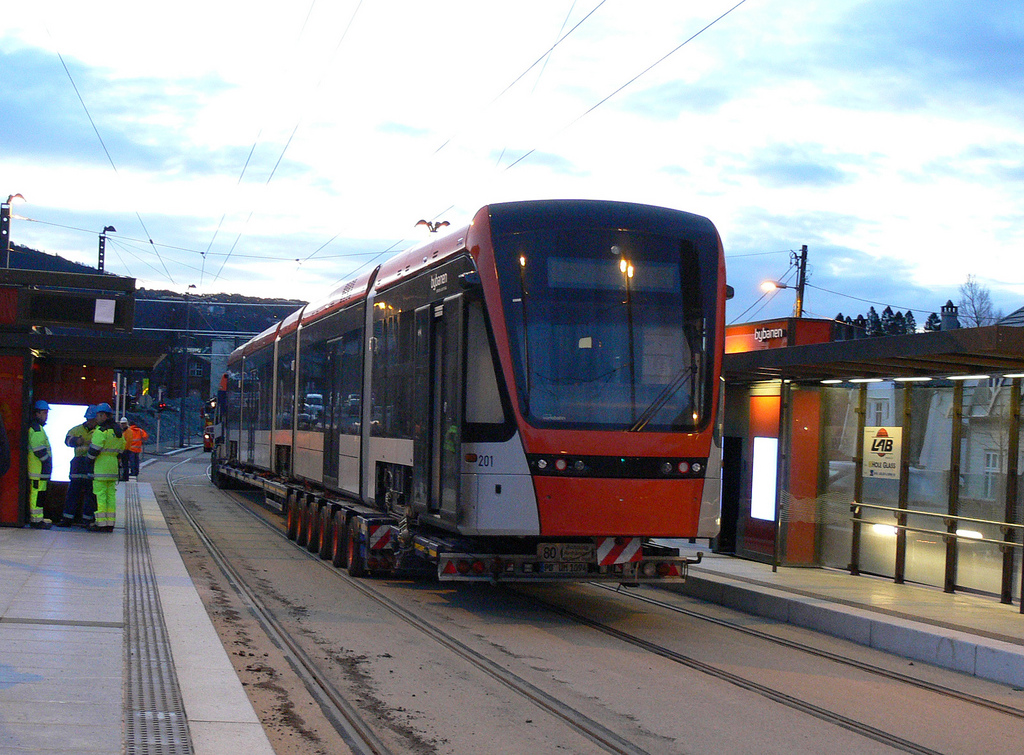
Die erste Variobahn mit Nr. 201 am 8. Dezember 2009 kurz vor dem Depot Kronstad

Im Jahr 2007 orderte das Planungsbüro bei Stadler Rail zwölf Stadtbahnen des Typs Variobahn, die im Werk in Pankow hergestellt und ab Dezember 2009 ausgeliefert wurden. Die Zweirichtungsfahrzeuge sind 32,18 Meter lang, 2,65 Meter breit und wiegen 35,7 Tonnen. Sie bieten Platz für 212 Passagiere, darunter für 84 auf Sitzplätzen. Die Variobahnen sind vollständig niederflurig bei einer Einstiegshöhe von 300 Millimetern. Der Antrieb erfolgt mittels acht Motoren mit einer Gesamtleistung von 360 Kilowatt und ermöglicht eine Beschleunigung von 1,25 m/s² und eine Steigfähigkeit von 70 ‰. Die Stromversorgung der Triebwagen erfolgt über Pantograph und Oberleitung, die mit 750 Volt Gleichspannung versorgt wird. Die fünfteiligen Zuggarnituren der Bybanen waren von Anbeginn so ausgelegt, dass sie zur Erhöhung der Passagierkapazität durch das Einfügen zweier zusätzlicher Module problemlos verlängert werden können. Dafür wurden bereits im ersten Streckenabschnitt sowie allen weiteren die Bahnsteige mit 44 Meter Länge gebaut. Alle Bahnen verfügen über WLAN und eine optische wie akustische Haltestellenansage. Die vorangestellte kurze Melodie stammt vom norwegischen Komponisten Snorre Valen.
Die Wagen sind in der Reihenfolge ihrer Auslieferung ab Nummer 201 bezeichnet. Erst mit 201 zu beginnen berücksichtigt die von der vormaligen Straßenbahn Bergen verwendeten Wagennummern. Die in den Jahren 2009 und 2010 ausgelieferten Variobahnen tragen somit die Nummern 201 bis 212. Die im September 2011 ausgelieferten Waggons tragen die Nummern 213 und 214. Die Wagen 215 bis 217 wurden im Herbst 2012 in Betrieb genommen. Die Nummern 218 bis 220 wurden im Zusammenhang mit anderen Bauabschnitten geliefert. Für die Eröffnung der Streckenerweiterung zum Flughafen im Jahr 2016 wurden acht neue, bereits ab Werk siebenteilige und damit 42,14 Meter lange sowie nunmehr 49,9 Tonnen schwere Stadtbahnwagen in Betrieb genommen wurden. Im September 2017 wurden die ersten 20 ausgelieferten fünfteiligen Bahnen um zwei Module erweitert, sodass seither alle Variobahnen der Bybanen verlängert sind und über 105 Sitzplätze und theoretisch 180 Stehplätze verfügen. Die praktische Kapazität beträgt etwa 215 Passagiere. Die Erweiterung der Wagen 201 bis 220 hat im Depot Kokstad stattgefunden.
Seit der letzten Streckenerweiterung im November 2022 sind insgesamt 34 Variobahnen im Planeinsatz.

### Arbeitsfahrzeuge
Die Arbeitswagen werden bei der Bybanen als Dienstwagen (norweg. Driftsvogner) bezeichnet. Es stehen derzeit drei Fahrzeuge für unterschiedliche Anwendungen zur Verfügung:
- Wagen 901 ist ein Schienenschleifer und trägt den Namen „Sliping Beauty“ [sic]. Der Wagen wurde ursprünglich 1994 an die Leipziger Verkehrsbetriebe geliefert, dann von Iftec gekauft, umgebaut und im Oktober 2010 an Bybanen ausgeliefert. Er wird bei Bedarf auch zum Schneeräumen und Enteisen der Oberleitungen verwendet.
- Wagen 902 ist ein Löschfahrzeug der Feuerwehr Bergen. Der Lkw ist das einzige schienengebundene Feuerwehrfahrzeug der nordischen Region und soll auch bei Verkehrsunfällen und anderen Rettungseinsätzen entlang der Strecke eingesetzt werden. Er verfügt über vielfältige Bergungshilfsmittel, u. a. spezielle Wagenheber und Hebegeräte.[18]
- Wagen 903 ist ein Oberleitungswagen und trägt den Namen „Herr Strøm“. Dabei handelt es sich um einen dieselbetriebenen Lkw, der sowohl auf Schienen als auch auf normalen Straßen fahren kann und im März 2011 ausgeliefert wurde. Er wird für Reparaturen und Inspektionen der Oberleitungen verwendet.